# Jan Bryk
Jan Edward Bryk (ur. 16 maja 1899 w Busku, zm. 1940 w ZSRR) – polski prehistoryk i archeolog, wykładowca i nauczyciel, działacz społeczny, burmistrz Kamionki Strumiłowej, ofiara zbrodni katyńskiej.

## Życiorys
Urodził się 16 maja 1899 w Busku w rodzinie Ignacego i Barbary z domu Felbinger. Ukończył naukę w szkole powszechnej w rodzinnej miejscowości, a potem w C. K. II Gimnazjum w Tarnopolu.
W latach 1915–1918 był internowany przez Rosjan i wywieziony do Permu. Po rewolucji bolszewickiej wrócił do Tarnopola. Członek POW. Wstąpił do Wojska Polskiego i służył w wojnach z Ukraińcami i bolszewikami. W 1921 zdał maturę w macierzystym gimnazjum. W latach 1921–1922 pracował w Urzędzie Wojewódzkim Tarnopolskim. W 1922 rozpoczął studia na Wydziale Filozoficznym Lwowskiego Uniwersytetu Jana Kazimierza we Lwowie, które ukończył w 1926 na utworzonym w 1924 Wydziale Humanistycznym. W 1927 uzyskał stopień naukowy doktora filozofii w zakresie antropologii i prehistorii.
16 września 1925 został przeniesiony z XII Państwowego Gimnazjum we Lwowie do XI Państwowego Gimnazjum we Lwowie. Od 1926 do 1931 pracował jako młodszy asystent, asystent i od 1931 starszy asystent w Zakładzie Prehistorii UJK, kierowanym przez prof. Leona Kozłowskiego. Prowadził zajęcia ze studentami na uczelni. Przeprowadził badania archeologiczne: na obszarze Małopolski Wschodniej latem 1930 oraz na terenie cmentarzyska w Bukównej. Publikował prace w zakresie swojej dziedziny naukowej. Był członkiem komisji prehistorycznej i antropologicznej Polskiej Akademii Umiejętności. W 1931 zdobył też dyplom magistra filozofii w dziedzinie polonistyki. Później członek Komisji Prehistorii i Antropologii Polskiej Akademii Umiejętności.
Działał w Związku Strzeleckim (od 1921 komendant obwodu w Tarnopolu, od 1926 członek zarządu okręgowego, od 1930 członek zarządu głównego). Od 1932 do 1934 nauczyciel we lwowskim gimnazjum.
W 1933 lub w 1934 został wybrany burmistrzem Kamionki Strumiłowej i sprawował urząd do września 1939 (do tego czasu zamieszkiwał przy ulicy Żółkiewskiego 35). Był prezesem klubu piłkarskiego w mieśce, prezesem podokręgu PZPN, członkiem powiatowego komitetu Wychowania Fizycznego i Przysposobienia Wojskowego, członkiem zarządu LOPP, Ligi Morskiej i Kolonialnej oraz Towarzystwa Popierania Budowy Publicznej Szkoły Powszechnej.
Po wybuchu II wojny światowej i agresji ZSRR na Polskę z 17 września 1939 został aresztowany przez funkcjonariuszy NKWD w listopadzie 1939 w Kamionce Strumiłowej lub 10 kwietnia 1940. W 1940 został zamordowany przez NKWD na Ukrainie i pogrzebany w Bykowni. Jego nazwisko znalazło się na tzw. Ukraińskiej Liście Katyńskiej opublikowanej w 1994 (został wymieniony na liście wywózkowej 72/1-47 oznaczony numerem 299; dosłownie określony jako Jan Brik). Został pochowany na otwartym w 2012 Polskim Cmentarzu Wojennym w Kijowie-Bykowni.
Od 1927 był mężem Janiny z domu Gajda. Mieli córkę Jadwigę (ur. 1928). Obie zostały deportowane na ziemie kazachskie 13 kwietnia 1940.

## Publikacje
- Czaszki z Remenowa (1925)
  - Les crânes de Remenów (1935)
- Osady epoki kamiennej na wydmach nadbużańskich (1925)
- Kultury epoki kamiennej na wydmach zachodniej części południowego Wołynia (1928)
- Neolityczne kurhany ze szkieletami skurczonymi w Kaczanówce w pow. skałackim, woj. tarnopolskie (1930)
- Tymczasowe sprawozdanie z badań archeologicznych we Wschodniej Małopolsce (1930)
- Scytyjski kurhan w Kaczanówce (1932)
- Kurhany w Rusiłowie i Krasnem (1933)
- Badania archeologiczne w Ostapiu na Podolu (1936)
- Tymczasowe sprawozdanie z badań archeologicznch w Bukównie, pow. tłumacki (w: Sprawozdania PAU 37/5, 21-22)

## Ordery i odznaczenia
- Medal Niepodległości (15 czerwca 1932)[9]
- Krzyż Legionowy
- Odznaka pamiątkowa Polskiej Organizacji Wojskowej[2]